# しがせいこ
しがせいこ（1984年12月24日 - ）は、日本の女性歌手。愛知県蒲郡市出身。愛知県立御津高等学校卒業。名古屋の芸能事務所アンジェリックに所属。2024年現在はフリーで活動している。血液型はO型。本名とタレント・女優時代の芸名は志賀 聖子（読み同じ）。

## 人物・経歴
2007年頃まで女優、タレントとしても活動していたが、2008年の1stシングル『恋はカフェ・ラテ♪』のリリースを機に現在までシンガーとしての活動に移行。ラジオパーソナリティなど、メディア露出の際もシンガー・アーティストとして出演している。
また、ニコニコ動画では黒ウサとして活動しており、2010年12月にはニコニコ動画発のアーティスト「しがせいこa.k.a 黒ウサ」として『Eye 2 Eye』でメジャーデビューを果たした。
2012年7月28日には出身地である蒲郡市の観光大使に就任。
2015年、同じ愛知県出身のredballoon村屋光二と「2forPLANET」（トゥエンティーフォー・プラネット）を結成。同年5月13日にファーストシングル「SPECIAL LOVE」を発売した。
2018-2019 8人組ガールズバンドBrashのボーカルとして活動　(CD未発売)
2019年5月1日令和になるとともにソロ活動再開
2019年6~7月　クラウドファンディングによる支援にて地元蒲郡のご当地ソング「ほほえみ蒲郡」を制作。
新しい時代に向け、お年寄りから子供まで楽しめる歌謡曲調Newソング、心に染みる歌を発信中。

## 作品
シングル
- 恋はカフェ･ラテ♪ - 2008年11月5日発売。インディーズ
- Eye 2 Eye -「しがせいこa.k.a 黒ウサ」名義、2010年12月15日発売。avex
- In my Dream -2011年配信(ユニバーサルD)
- 夏の日の1993（classカバー) - 2013年7月31日配信
- キャンディ（原田真二カバー）- 2013年6月26日配信
- Passion（アスナル金山《目指せ!1000人 今この時を忘れない》〜Smile for you〜）テーマソング 2013年9月18日配信
- SPECIAL LOVE 「2forPLANET」-2015年5月13日発売元(angelic)配信先(ユニバーサルミュージック)
- 雪のツバサ　「2forPLANET」-2015年12月2日発売元(angelic)配信先(ユニバーサルミュージック)

アルバム
- ミニアルバム『Take a chance!』通常盤CD 2012年12月19日 発売

タイアップ曲
- オーマイTACCO - 「しがせいこ with オクトパス8」名義、『うちの3姉妹』（テレビ東京）エンディング曲 配信
- オーマイTACCO タカラトミー「八っちゃんのおうち屋台」CMタイアップ曲

## 出演

### ラジオ
- 東海ラジオミッドナイトスペシャル・しがせいこ sugar*sugar*sugar（東海ラジオ）~2012.9
- ACTIVE CHANCE NAVI（期間限定番組）（ZIP-FM）~2012.12
- しがせいこtake a chance（FM AICHI）~2014.3
- LOVE☆PLANET ~2017.3 (エフエム豊橋)
- G#SmileHappy(やしの実FMエフエム豊橋)2017.4~2022.4現在　毎週火曜夜8時~9時

### CM
- 東建コーポレーション
- オーレンピュアソフト
- Man to Man G.com
- タカラトミー「八ちゃんのおうち屋台」
- うどん馳走屋 つるる
- 蒲郡信用金庫